# Acer rufinerve
Acer rufinerve — вид дерев із групи кленів змієкорих, споріднених з Acer capillipes. Його батьківщиною є гірські ліси Японії, острови Хонсю, Кюсю й Сікоку.
Латинська назва rufinerve стосуються червонуватого пуху на жилках.

## Опис
Це невелике листопадне дерево заввишки 8–15 м із діаметром стовбура до 40 см. Кора на молодих деревах гладка, оливково-зелена з правильними вузькими вертикальними блідо-зеленими до сіруватих смужок і дрібними сіруватими сочевичками; на старих деревах стає грубим і сірим. Листки трилопатеві (іноді п’ятилопатеві з двома додатковими невеликими базальними частками), подвійно зазубрені, 8–16 см завдовжки та 6–16 см завширшки, зверху матові або напівблискучі темно-зелені, знизу блідіші з невеликими іржавими пучками волосся на жилах у молодому віці стають голими у зрілому віці; листкова ніжка зеленувата (рідше рожева), 3–5 см. Восени листя стає яскраво-помаранчевим чи червоним.
Квітки утворюються в китицях 10 см завдовжки, кожна квітка діаметром 8-10 мм, з п'ятьма жовтими або зеленувато-жовтими чашолистками та пелюстками; A. rufinerve дводомний, з чоловічими та жіночими квітками на окремих деревах. Плід — парна крилатка 2—3 см завдовжки з округлими горішками.
Його можна відрізнити від спорідненого Acer capillipes, з яким він часто зустрічається, за зеленими ніжками, рудими волосками на нижній стороні листя, а також за цвітінням раніше навесні, одночасно з появою листя.

## Культивування
Це один із найпоширеніших зміїнокорих кленів, він витривалий і швидко росте. Він не має великих варіацій як вид, але помітним сортом є «Erythrocladum» з жовто-зеленим листям і смугами на корі. Різноманітні сорти включають «Albolimbatum» і «Hatsuyaki». 'Winter Gold' має яскраву золотисто-жовту кору.

## Галерея

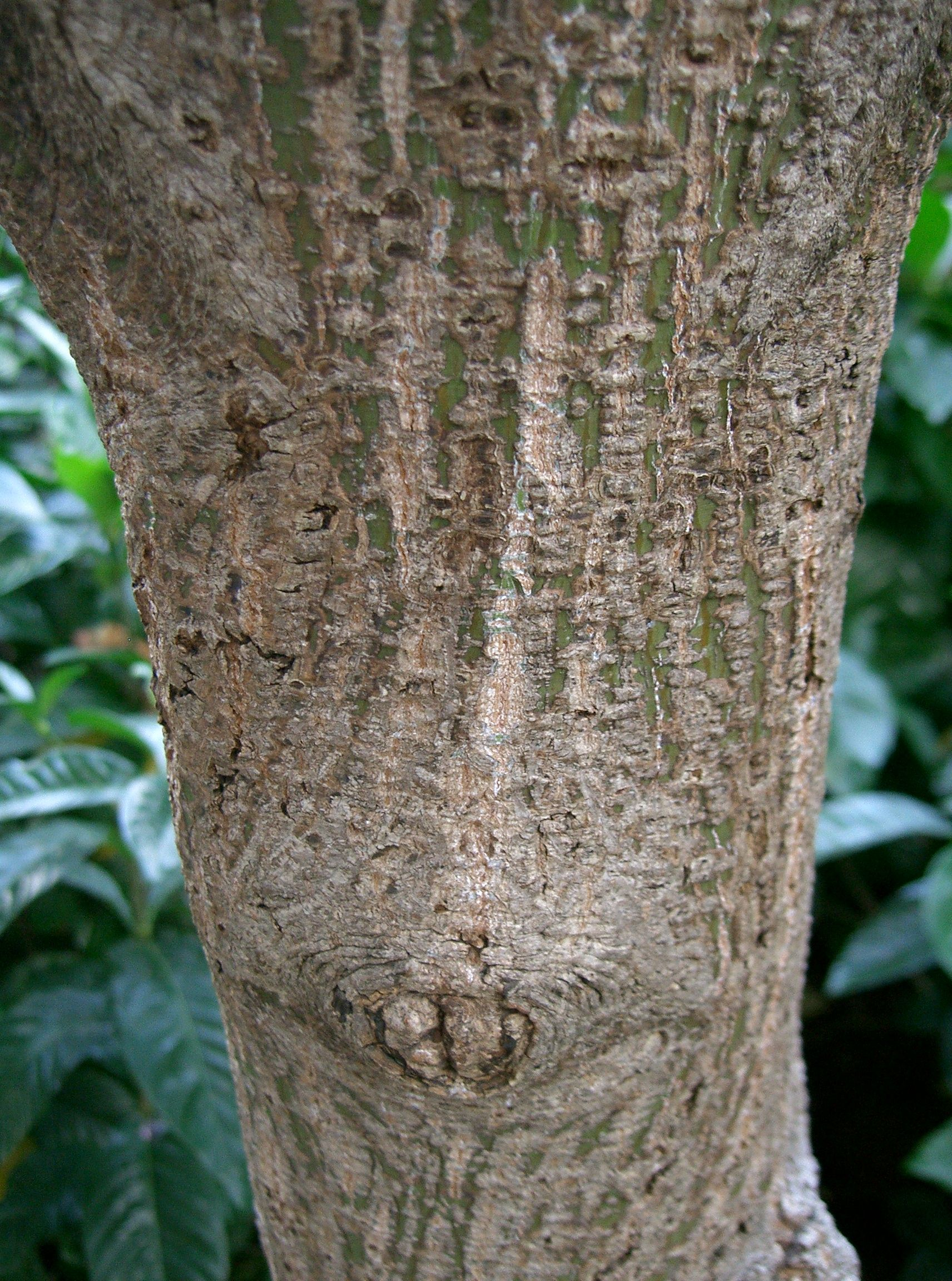
стовбур
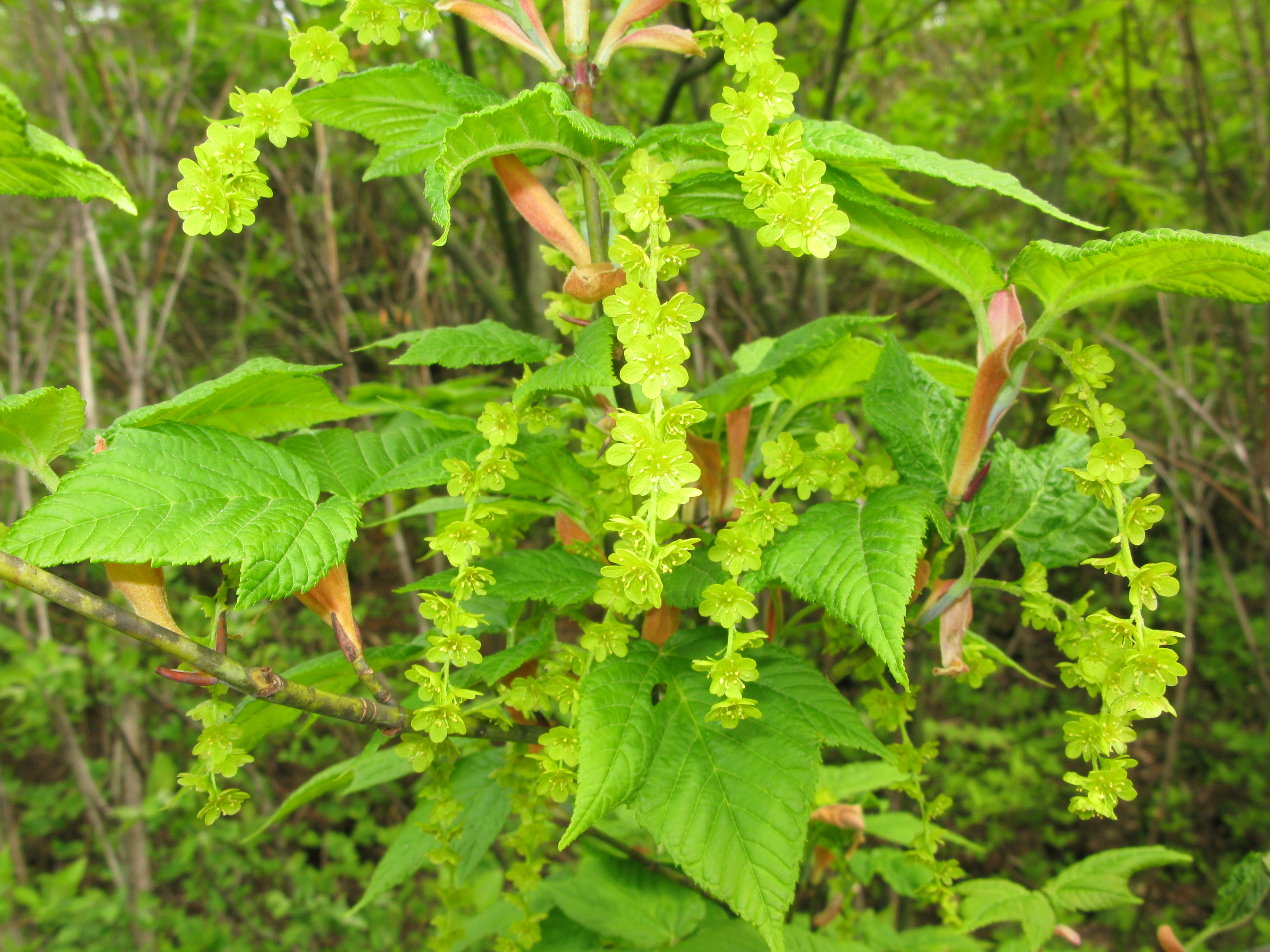
чоловічі квіти
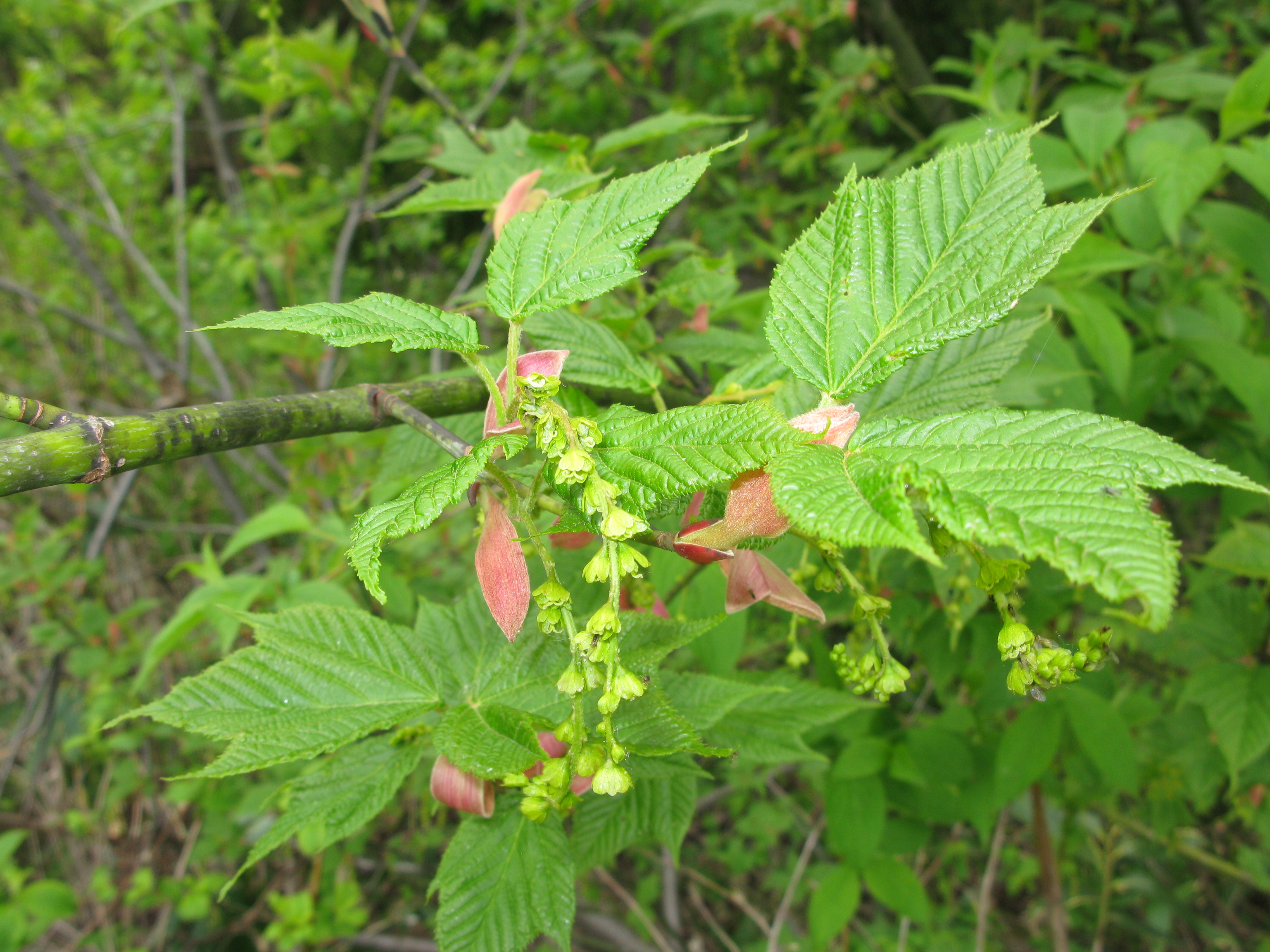
жіночі квіти
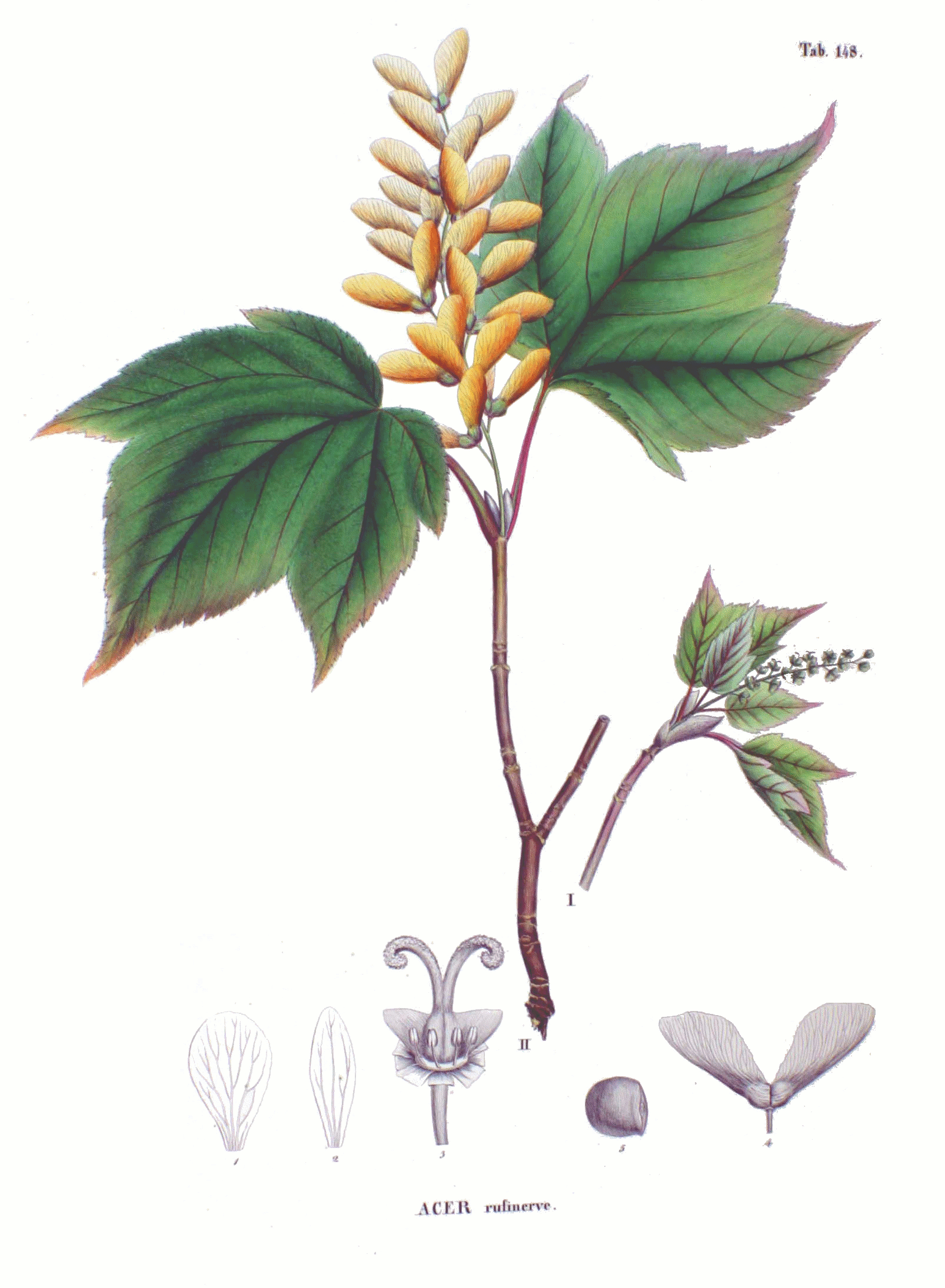
ілюстрація